# Conselho de Estado (Império do Brasil)

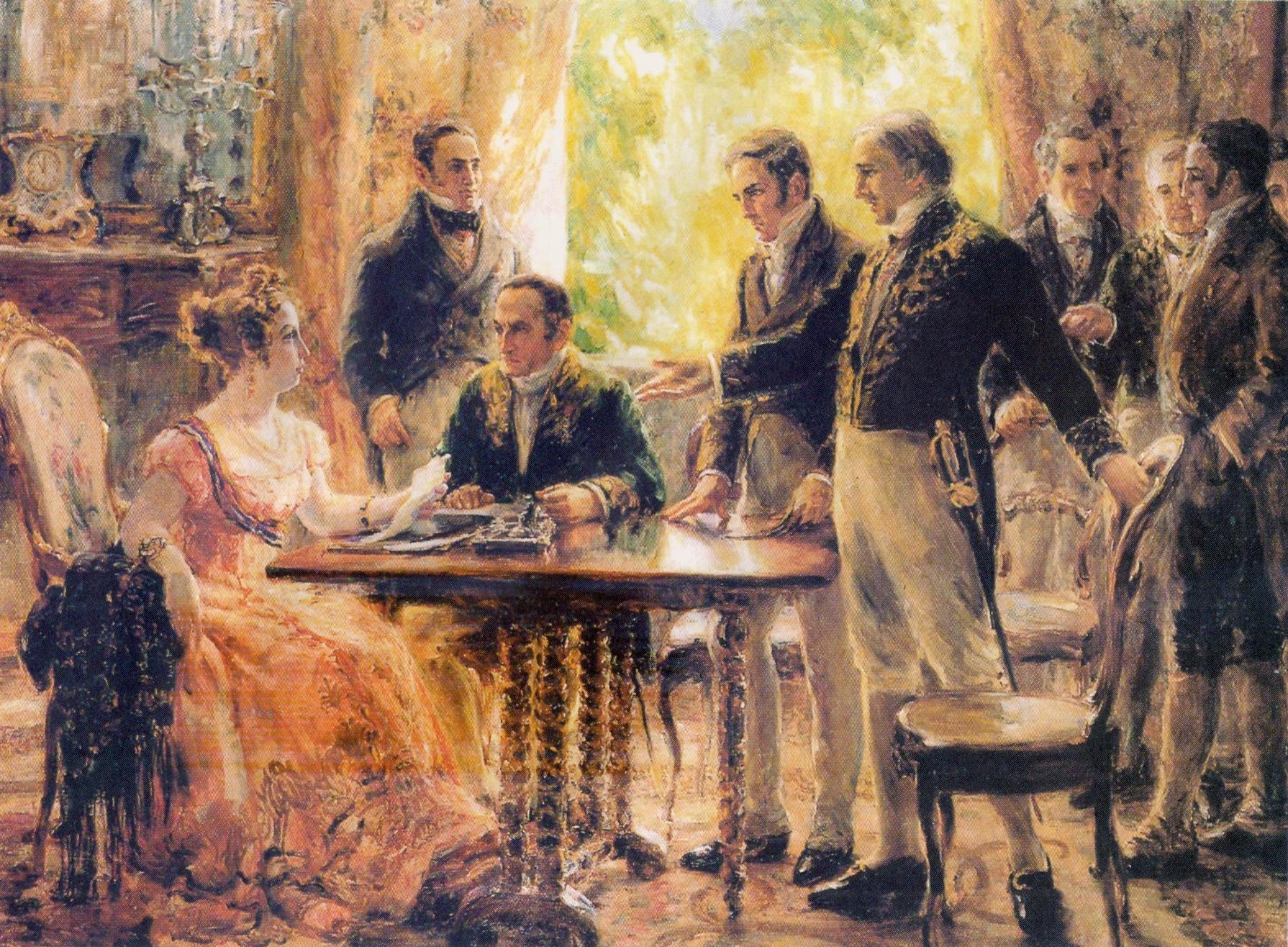
Retrato de uma reunião do Conselho com a princesa Maria Leopoldina em 2 de setembro de 1822.

O Conselho de Estado tinha a função de auxiliar o imperador no exercício do Poder Moderador e do Poder Executivo (o chefe de Estado deveria ter o aval do Conselho de Estado para declarar a guerra, negociar a paz, nomear senadores). Atualmente parte de suas funções são exercidas pelos Conselho da República e pelo Conselho de Defesa Nacional.

## Conselho dos Procuradores Gerais das Províncias do Brasil (1822 a 1823)

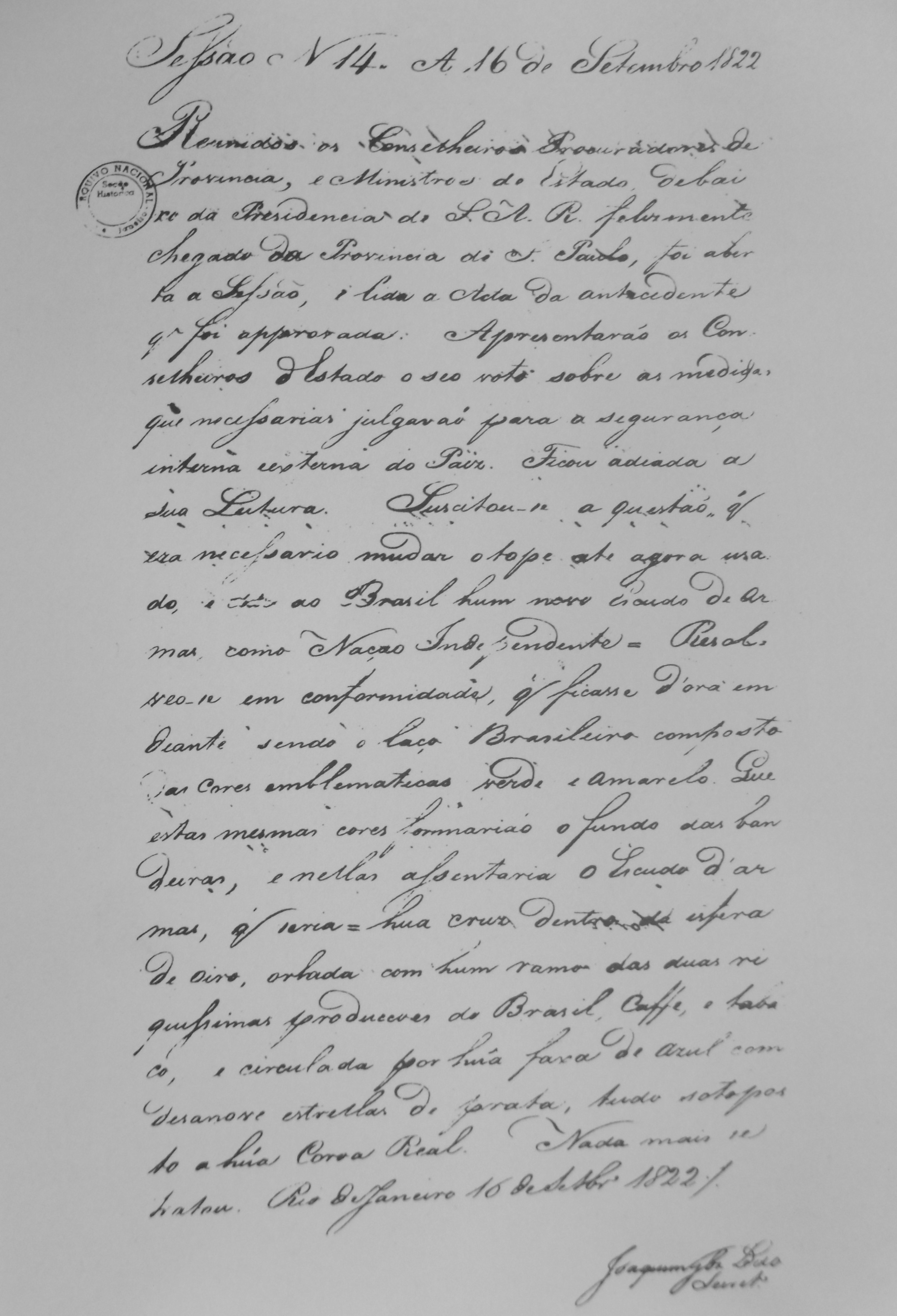
Ata do Conselho de Estado do Brasil, de 16 de setembro de 1822, sobre a criação da Bandeira do Brasil e do Brasão de Armas Nacional do Brasil, com a assinatura de Joaquim Gonçalves Ledo.

Foi um órgão que limitou os poderes do imperador. Com a reforma do Código de Processo, centralizou-se a ação judicial e policial e viabilizou-se toda a sorte de favoritismos e de prisões arbitrárias.

No Império do Brasil houve três Conselhos de Estado distintos:

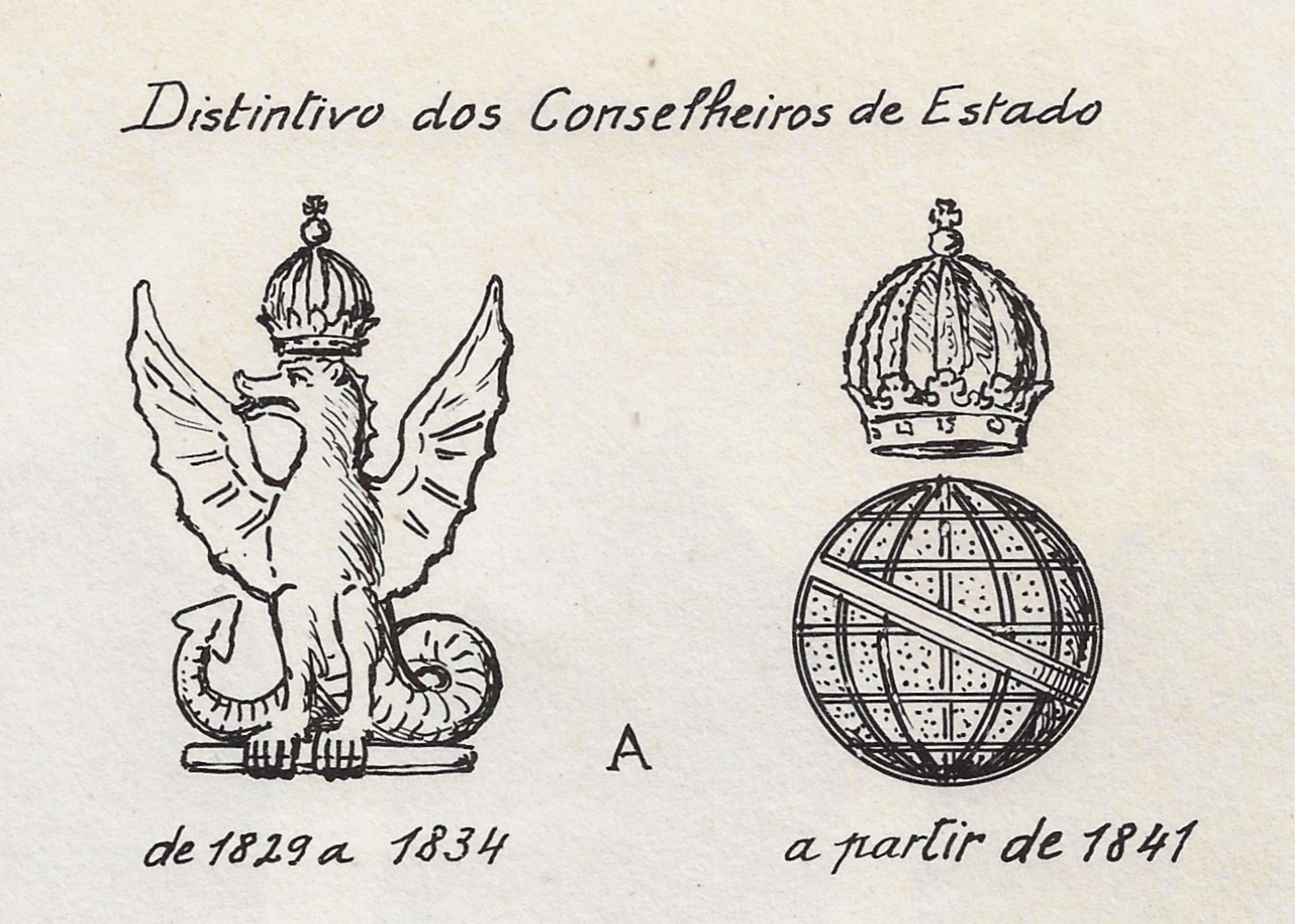
Distintivos institucionais (Anuário do Museu Imperial, ano 1950, Vol. 11).

1. 1822 a 1823: Conselho dos Procuradores Gerais das Províncias do Brasil, criado antes da Independência do Brasil (1822), em 16 de fevereiro de 1822.[4]
2. 1823 a 1834: criado por D. Pedro I após a dissolução da Assembleia Constituinte de 1823, teve papel central na elaboração da Constituição brasileira de 1824, e foi suspenso pelo Ato Adicional de 1834.
3. 1842 a 1889: restaurado em 1842 (criado pela Lei nº 234, de 23 de novembro de 1841), dissolvido pela Proclamação da República (1889).

Pela Lei nº 234, de 23 de novembro de 1841, artigo 6º, o Príncipe Imperial teria assento no conselho ao completar 18 anos: "O Príncipe Imperial, logo que tiver dezoito anos completos, será de direito do Conselho de Estado : os demais Príncipes da Casa Imperial, para entrarem no Conselho d'Estado, ficam dependentes da nomeação do Imperador".
| Conselheiro                                       | Cargo                                           | Gabinete                  |
| ------------------------------------------------- | ----------------------------------------------- | ------------------------- |
| José Bonifácio de Andrada e Silva                 | Ministro dos Negócios do Império e Estrangeiros | 1º Gabinete de D. Pedro I |
| Caetano Pinto de Miranda Montenegro               | Ministro da Fazenda e Justiça                   | 1º Gabinete de D. Pedro I |
| Martim Francisco Ribeiro de Andrada               | Ministro da Fazenda                             | 1º Gabinete de D. Pedro I |
| Joaquim de Oliveira Álvares                       | Ministro da Guerra                              | 1º Gabinete de D. Pedro I |
| Luís Pereira da Nóbrega de Sousa Coutinho         | Ministro da Guerra                              | 1º Gabinete de D. Pedro I |
| João Vieira de Carvalho                           | Ministro da Guerra                              | 1º Gabinete de D. Pedro I |
| Manuel Antônio Farinha                            | Ministro da Marinha                             | 1º Gabinete de D. Pedro I |
| Luís da Cunha Moreira                             | Ministro da Marinha                             | 1º Gabinete de D. Pedro I |
| José Joaquim Carneiro de Campos                   | Ministro dos Negócios do Império e Estrangeiros | 2º Gabinete de D. Pedro I |
| Manuel Jacinto Nogueira da Gama                   | Ministro da Fazenda                             | 2º Gabinete de D. Pedro I |
| Lucas José Obes                                   | Procurador da Cisplatina                        |                           |
| José Mariano de Azeredo Coutinho                  | Procurador do Rio de Janeiro                    |                           |
| Joaquim Gonçalves Ledo                            | Procurador do Rio de Janeiro                    |                           |
| José de Oliveira Pinto Botelho Mosqueira          | Procurador de Minas Gerais                      |                           |
| Estêvão Ribeiro de Resende                        | Procurador de Minas Gerais                      |                           |
| José Vieira de Matos                              | Procurador do Espírito Santo                    |                           |
| Joaquim Xavier Curado                             | Procurador de Santa Catarina                    |                           |
| Antônio Rodrigues Veloso de Oliveira              | Procurador de São Paulo                         |                           |
| Antônio Vieira da Soledade                        | Procurador do Rio Grande do Sul                 |                           |
| Manuel Ferreira da Câmara Bittencourt Aguiar e Sá | Procurador de Minas Gerais                      |                           |
| Manuel Clemente Cavalcanti de Albuquerque         | Procurador da Paraíba                           |                           |
| João José de Guimarães e Silva                    | Procurador de Mato Grosso                       |                           |
| Manuel Rodrigues Jardim                           | Procurador de Goiás                             |                           |
| Manuel Martins do Couto Reis                      | Procurador de São Paulo                         |                           |

- Conselho dos Procuradores Gerais das Províncias do Brasil

## Conselho de Estado (1823 a 1834)
O segundo Conselho de Estado foi criado para elaborar a Constituição, depois de dissolvida a Assembleia Geral Constituinte e Legislativa. O Conselho era composto de dez membros, e mais os atuais ministros, que já eram conselheiros de Estado natos, pela lei de 20 de outubro de 1823, que extinguira o Conselho de Procuradores.
| Conselheiro                     | Cargo                              |
| ------------------------------- | ---------------------------------- |
| João Severiano Maciel da Costa  | Ministro do Império                |
| Luís José de Carvalho e Melo    | Ministro dos Negócios Estrangeiros |
| Clemente Ferreira França        | Ministro da Justiça                |
| Mariano José Pereira da Fonseca | Ministro da Fazenda                |
| João Gomes da Silveira Mendonça | Ministro da Guerra                 |
| Francisco Vilela Barbosa        | Ministro da Marinha                |
| José Egídio Álvares de Almeida  | Conselheiro                        |
| Antônio Luís Pereira da Cunha   | Conselheiro                        |
| Manuel Jacinto Nogueira da Gama | Conselheiro                        |
| José Joaquim Carneiro de Campos | Conselheiro                        |

## Conselho de Estado (1842 a 1889)
O terceiro Conselho de Estado atuou no período 1842-1889. 77 titulares serviram como conselheiros do Império.
| Conselheiro                                                  |
| ------------------------------------------------------------ |
| Bernardo Pereira de Vasconcelos                              |
| Pedro de Araújo Lima                                         |
| Francisco Cordeiro da Silva Torres                           |
| José Antônio da Silva Maia                                   |
| Caetano Maria Lopes Gama                                     |
| Manuel Alves Branco                                          |
| José Joaquim de Lima e Silva                                 |
| Honório Hermeto Carneiro Leão                                |
| José Cesário de Miranda Ribeiro                              |
| Francisco José de Sousa Soares Andréa                        |
| José Carlos Pereira de Almeida Torres                        |
| Antônio de Arrábida                                          |
| José da Costa Carvalho                                       |
| Miguel Calmon du Pin e Almeida                               |
| Francisco de Paula Sousa e Melo                              |
| Antônio Paulino Limpo de Abreu                               |
| Manuel Antônio Galvão                                        |
| Manoel Felizardo de Sousa e Melo                             |
| José Clemente Pereira                                        |
| Cândido José de Araújo Viana                                 |
| Antônio Francisco de Paula Holanda Cavalcanti de Albuquerque |
| Joaquim José Rodrigues Torres                                |
| Paulino José Soares de Sousa                                 |
| Eusébio de Queirós Coutinho Matoso da Câmara                 |
| João Paulo dos Santos Barreto                                |
| Miguel de Sousa Melo e Alvim                                 |
| Francisco Jê Acaiaba de Montezuma                            |
| José Antônio Pimenta Bueno                                   |
| Bernardo de Sousa Franco                                     |
| Cândido Batista de Oliveira                                  |
| Luís Pedreira do Couto Ferraz                                |
| Ângelo Muniz da Silva Ferraz                                 |
| José Tomás Nabuco de Araújo Filho                            |
| Francisco de Sales Torres Homem                              |
| Domiciano Leite Ribeiro                                      |
| Carlos Carneiro de Campos                                    |
| José Maria da Silva Paranhos                                 |
| Luís Alves de Lima e Silva                                   |
| Francisco de Paula Negreiros de Saião Lobato                 |
| Joaquim Raimundo de Lamare                                   |
| José Pedro Dias de Carvalho                                  |
| João Severiano Maciel da Costa                               |
| José Luís de Carvalho e Melo                                 |
| Clemente Ferreira França                                     |
| Mariano José Pereira da Fonseca                              |
| João Gomes da Silveira Mendonça                              |
| Manuel Vieira Tosta                                          |
| José Ildefonso de Sousa Ramos                                |
| Benevenuto Augusto Magalhães Taques                          |
| Camilo Maria Ferreira Armond                                 |
| José Caetano de Andrade Pinto                                |
| Martim Francisco Ribeiro de Andrada                          |
| Martinho Álvares da Silva Campos                             |
| Francisco Belisário Soares de Sousa                          |
| Luís Antônio Vieira da Silva                                 |
| Jerônimo José Teixeira Júnior                                |
| Paulino José Soares de Sousa                                 |
| João Lustosa da Cunha Paranaguá                              |
| Afonso Celso de Assis Figueiredo                             |
| João Lins Vieira Cansansão de Sinimbu                        |
| José Bento da Cunha Figueiredo                               |
| Lafayette Rodrigues Pereira                                  |
| Manoel Francisco Correia                                     |
| João Alfredo Correia de Oliveira                             |
| Antônio Marcelino Nunes Gonçalves                            |
| Henrique de Beaurepaire Rohan                                |
| Domingos de Andrada Figueira                                 |
| Gaspar da Silveira Martins                                   |
| Diogo Velho Cavalcanti de Albuquerque                        |
| Manoel Antônio Duarte de Azevedo                             |
| Olegário Herculano de Aquino e Castro                        |
| Felipe Franco de Sá                                          |
| Pedro Leão Veloso                                            |
| Joaquim Delfino Ribeiro da Luz                               |
| José da Silva Costa                                          |
| José Vieira Couto de Magalhães                               |